# Oued Koriche
 (octobre 2010).
Si vous disposez d'ouvrages ou d'articles de référence ou si vous connaissez des sites web de qualité traitant du thème abordé ici, merci de compléter l'article en donnant les références utiles à sa vérifiabilité et en les liant à la section « Notes et références ».
Oued Koriche (anciennement Climat-de-France lors de la colonisation) est une commune de la wilaya d'Alger en Algérie, faisant partie de l'agglomération d'Alger.

## Géographie

### Situation
Oued Koriche est située à environ 8 km à l'ouest d'Alger. Le nom ancien de ce oued est Oued-Griche qui correspondait au même nom d'un puits se trouvant au cimetière Sidi M'hamed à Belcourt construit au début de 1530[réf. nécessaire].
| Bouzareah | Bologhine    | Bab El Oued  |
| Bouzareah | Oued Koriche | Casbah       |
| Bouzareah | El Biar      | Alger-Centre |

## Histoire
Le quartier de Climat de France situé sur les hauteurs de Bab El Oued dépendait de la commune d'El Biar, lorsque furent entamés des travaux de construction de 4000 appartements HLM en 1954.

## Vie quotidienne
La commune est enclavée entre les communes populaires de Bab El Oued et de la Casbah et celles plus aisées d'El Biar et de Bouzareah, et de par le relief escarpé de son territoire, Oued Koriche est une commune défavorisée disposant de peu moyens économiques, culturels ou sportifs. C'est une ville-dortoir et dont les cités, tel que l'ensemble « Climat-de-France » conçue par Fernand Pouillon entre 1954 et 1957, se sont dégradées.

## Démographie
| 1987   | 1998   | 2008   |
| ------ | ------ | ------ |
| 56 230 | 53 378 | 46 182 |